# 中院通茂
中院通茂（1631年5月14日—1710年4月19日），是江戶時代中期的公卿、藤原北家大臣家的中院家當主。他也是一位著名的歌人。

## 生涯
中院通茂在寬永八年（1631年）出生，是父母中院通純及高倉氏（高倉永慶女）的長子。寬永九年（1632年）敘從五位下，明曆元年（1655年）昇敘從三位參議，位列公卿。
寬文十年（1670年）擔任武家傳奏，五年後（1675年）辭職。後在元祿十七年（1704年）短暫擔任內大臣三天。寶永二年（1705年）授從一位，五年後（1710年）逝世，享年78歲。
中院通茂在歌道、有職故實、書道、音樂方面均知識淵博，歌人宣阿和儒學者三輪執齋也曾跟隨他學習和歌。
| 王位覬覦者        | 王位覬覦者                                               | 王位覬覦者                       |
| ----------------- | -------------------------------------------------------- | -------------------------------- |
| 前任： 中院通純   | 中院家當主 1653年3月7日－1710年4月19日                   | 繼任： 中院通躬                  |
| 官衔              |                                                          |                                  |
| 前任： 正親町實豐 | 武家傳奏 1670年10月28日－1675年3月6日 與日野弘資同時在任 | 繼任者： 日野弘資 為唯一武家傳奏 |
| 前任： 九條輔實   | 內大臣 1704年3月28日－1704年3月31日                      | 繼任： 二條綱平                  |